# Krzywda (gmina)
Pour les articles homonymes, voir Krzywda.

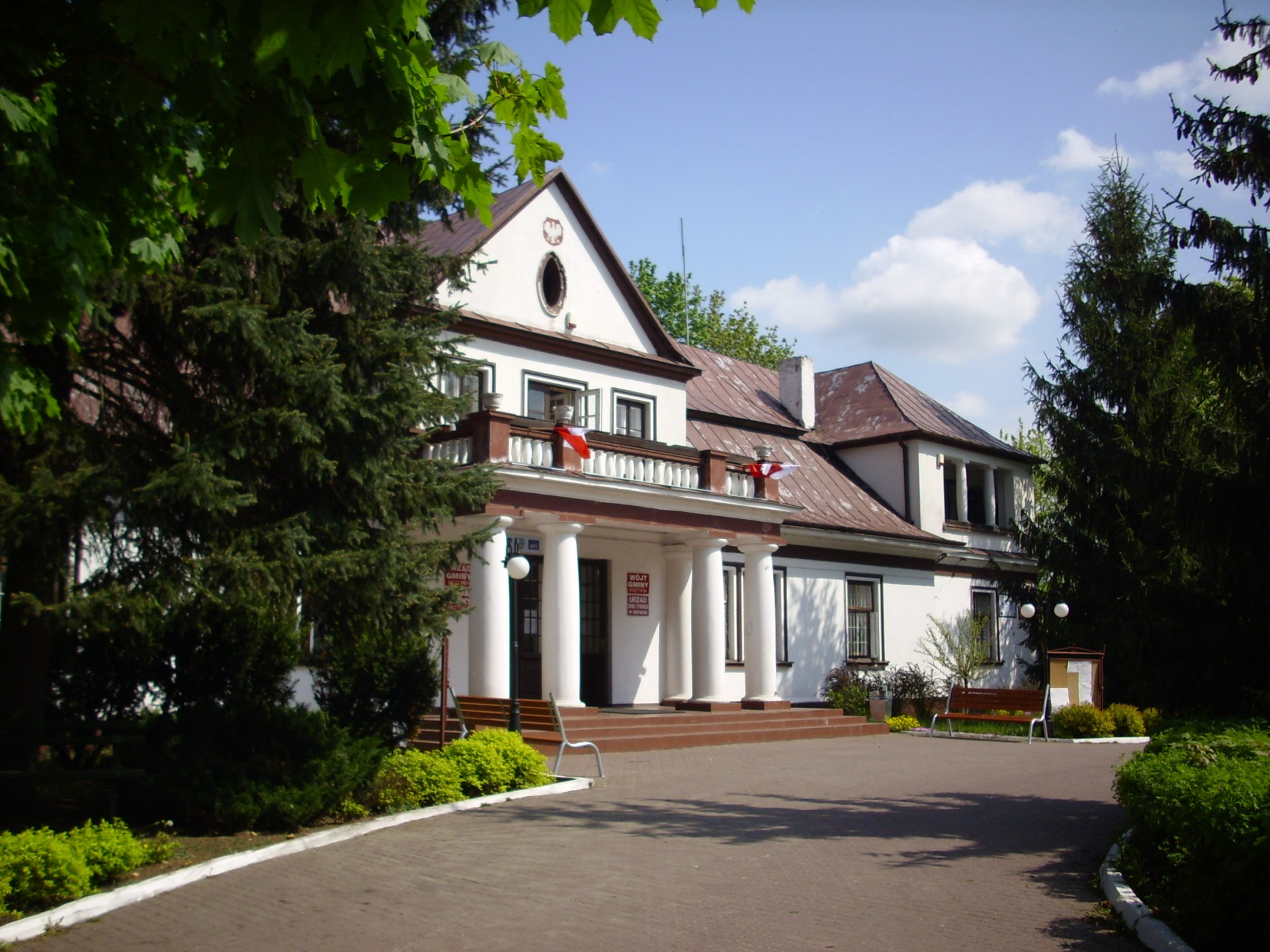
Manoir à Krzywda (Voïvodie de Lublin, Pologne). Actuellement le Bureau Communal.

Krzywda est une gmina rurale (gmina wiejska) du powiat de Łuków, dans la Voïvodie de Lublin, dans l'est de la Pologne.
Son siège administratif (chef-lieu) est le village de Krzywda, qui se situe environ 19 kilomètres (km) au sud-ouest de Łuków (siège du powiat) et 67 kilomètres au nord-ouest de la capitale régionale Lublin (capitale de la voïvodie).
La gmina couvre une superficie de 161,05 km2 pour une population de 10 400 habitants en 2006.

## Histoire
De 1975 à 1998, la gmina est attachée administrativement à l'ancienne Voïvodie de Siedlce.

Depuis 1999, elle fait partie de la nouvelle voïvodie de Lublin.

## Géographie
La gmina inclut les villages (sołectwa) de:

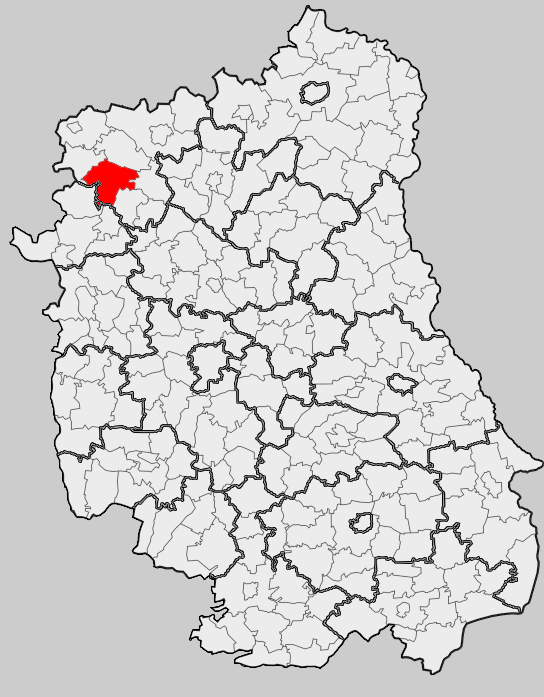
Position de la gmina dans la voïvodie

- Budki
- Cisownik
- Drożdżak
- Feliksin
- Fiukówka
- Gołe Łazy
- Huta Radoryska
- Huta-Dąbrowa
- Kasyldów
- Kożuchówka
- Krzywda
- Laski
- Nowy Patok
- Okrzeja
- Podosie
- Radoryż Kościelny
- Radoryż Smolany
- Ruda
- Stary Patok
- Szczałb
- Teodorów
- Wielgolas
- Wola Okrzejska
- Zimna Woda

### Gminy voisines
La gmina de Krzywda est voisine des gminy de:
- Adamów
- Kłoczew
- Nowodwór
- Stanin
- Wojcieszków
- Wola Mysłowska

## Structure du terrain
D'après les données de 2002, la superficie de la commune de Krzywda est de 161,05 kilomètres carrés, répartis comme telle :
- terres agricoles : 72 %
- forêts : 21 %

La commune représente 11,55 % de la superficie du powiat.

## Démographie
Données du 30 juin 2004:
| Description        | Total  | Total | Femmes | Femmes | Hommes | Hommes |
| ------------------ | ------ | ----- | ------ | ------ | ------ | ------ |
| Unité              | Nombre | %     | Nombre | %      | Nombre | %      |
| Population         | 10 437 | 100   | 5 164  | 49,5   | 5 273  | 50,5   |
| Densité (hab./km²) | 64,8   | 64,8  | 32,1   | 32,1   | 32,7   | 32,7   |